# Cnephia ornithophilia
Cnephia ornithophilia är en tvåvingeart som beskrevs av Davies, Peterson och Wood 1962. Cnephia ornithophilia ingår i släktet Cnephia och familjen knott. Inga underarter finns listade i Catalogue of Life.